# アリス・ペリー
アリス・ジャクリーン・ペリー（Alice Jacqueline Perry、1885年10月24日 - 1969年4月21日）は、アイルランド出身の工学者であり、ヨーロッパの女性で初めて工学の学位を取得したうちの一人である。

## 若年期と教育
ペリーは1885年10月24日にゴールウェイで生まれた。父のジェームズ・ペリーは郡の測量官で、ゴールウェイ電球会社を共同で設立した。おじのジョン・ペリーは航海用のジャイロスコープを発明し、王立協会フェローに選出された。
ゴールウェイの高校を卒業後、奨学金を得て1902年にクイーンズ・カレッジ・ゴールウェイ（現 アイルランド国立大学ゴールウェイ校(NUIG)）に入学した。当初は芸術を専攻していたが、数学が得意だったことから専攻を工学に変更した。1906年に土木工学の学位を得て卒業した。ペリーは、ヨーロッパの女性で3番目に早く学位を取得した。最も早いのは1896年のリタ・デ・モライス・サルメント、2番目は1897年のジュリ・アレンホルトである。
ペリーには5人の姉妹がいたが、その多くが、本人が学者となったか、学者と結婚してその子供が学者となった。ネッティは現代言語を学び、ロンドン大学でスペイン語の講師となった。アグネス・メリー（通称モリー）はクイーンズ・カレッジ・ゴールウェイで数学の修士号を1905年に取得し、1906年にアイルランド王立大学の数学の試験官となった後、ロンドンの中学校の副校長となった。モリーは大学在学中に「大学始まって以来の最も優れた数学者」と評されていた。マーサは地図学者のエドワード・ウィリアム・オフラティ・ライナムと結婚し、その息子のロス・ライナムは土木工学者となった。姉妹はいずれも、ゴールウェイにて婦人参政権運動に参加した。

## キャリア
大学卒業後、大学院へ進学するための奨学金を得たが、その翌月に父が死去したため進学を断念した。1906年12月、父が行っていた測量官の仕事を約半年間一時的に継いだ。正式な郡測量官の候補になったものの落選した。アイルランドで郡測量官になった女性は、ペリーが唯一である。
1908年、姉妹とともにロンドンへ移り、内務省の工場検査官として働いた。1915年にグラスゴーへ移り、長老派教会からクリスチャン・サイエンスに改宗した。1916年9月30日にジョン・ショウ(John Shaw)と結婚したが、ショウは1917年に第一次世界大戦の西部戦線で死亡した。

## 晩年
1921年に検査官の職を辞した後、詩作に興味を持ち、1922年に初の詩集を発刊した。1923年にクリスチャン・サイエンスの本部があるアメリカ・ボストンへ移り、1969年に亡くなるまでクリスチャン・サイエンスの実践士(practitioner)として活動を続けた。また、詩集を7冊発刊した。

## 名前を冠したもの

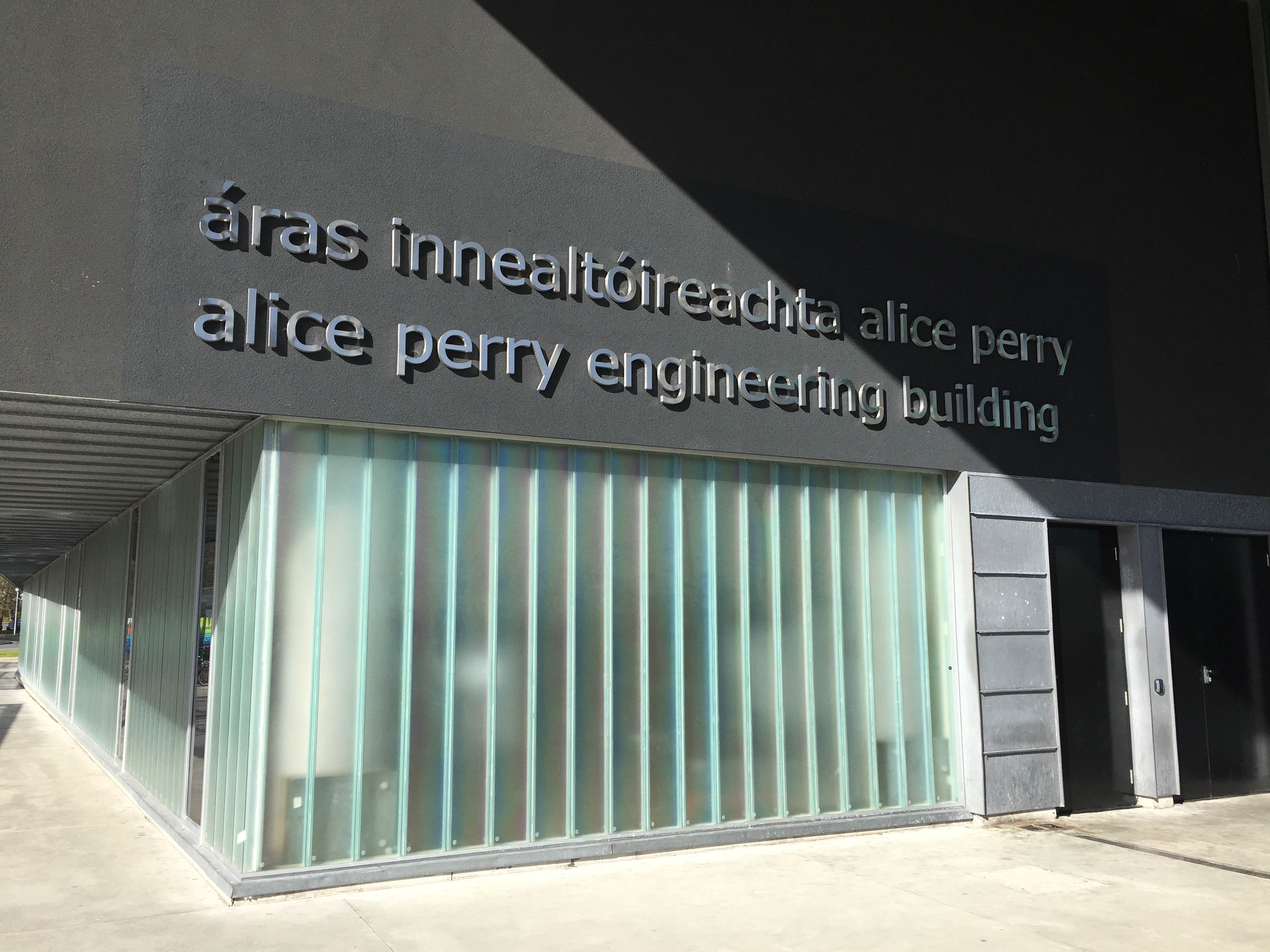
NUIGのアリス・ペリー工学棟

ペリーの甥のジョス・ライナムは、1996年にペリーの詩集をペリーの母校アイルランド国立大学ゴールウェイ校(NUIG)に寄贈した。
2014年10月に行われた全アイルランド・アプリ・コンペティションの最優秀賞には、賞金と「アリス・ペリー・メダル」が贈られた。
2017年3月6日、NUIGは工学部の新しい建物を「アリス・ペリー工学棟」(Alice Perry Engineering Building)と命名した。

## 詩集
- The children of Nazareth : and other poems（1930年頃）
- The morning meal and other poems（1939年）
- Mary in the garden and other poems（1944年）
- One thing I know and other poems（1953年頃）
- Women of Canaan and other poems（1961年）